# Savonnerie Pollet
La savonnerie Pollet est une ancienne usine de savon créée en 1763 à Tournai.

## Historique

### XVIIIesiècle
Tout commence dans le pays village d’Ennetières-en-Weppes proche de Lille. Louis XIV a fait de Tournai la quatrième ville de France et la capitale de la Flandre. Avec la guerre de Dévolution, le Roi-Soleil perd cette ville qui, après le traité d'Utrecht, entre dans l’empire autrichien. C’est à cette époque que Léonard Pollet quitte la France pour s’installer dans la paroisse de Saint-Quentin. Homme instruit, impliqué dans la vie civile et paroissiale, il développe avec son épouse Marie-Jeanne Lahaize des activités marchandes florissantes. La plaque tombale dans l’église Saint-Quentin atteste l’importance de ce couple.
L’impératrice Marie-Thérèse stimulera l’activité industrielle de Tournai. Les grandes familles investissent dans la porcelaine, le textile, l’agroalimentaire, la saline ou l’imprimerie. La famille Pollet suivra le mouvement. C’est ainsi qu’en 1763, le fils aîné Léonard-Gilles prêtera serment de maître lui permettant de développer ses affaires dans les secteurs de la saline, les dérivés des huiles et graisses pour entre autres l’éclairage et le savon. 
Cette prestation de serment marque officiellement le début des activités de la savonnerie Pollet.
Tout comme son père, Léonard-Gilles aura des implications civiles comme procureur syndic et paroissiales pour les œuvres aux plus pauvres. Durant 25 ans jusqu’à sa mort en 1778, il n’aura de cesse de développer ses affaires et d’acquérir des biens immobiliers comme dans le quartier Saint-Brice où la saline est installée le long de l’Escaut. À sa mort, durant une décennie, son épouse Marie-Louise Bouchez prendra le relai pour le céder à leur fils Simon-Léonard qui prêtera serment en tant que maître en 1788. La très grande plaque funéraire toujours visible dans l’église Saint-Quentin démontre l’importance sociale et économique du couple Pollet-Boucher.
Pour poursuivre le développement de la production, Simon-Léonard déplacera les activités de la paroisse Saint-Quentin vers celle de Saint-Brice, où il possède des maisons dont celles de style Louis XIV au 25 de la rue Saint-Brice. À l’arrière, il construira des bâtiments adaptés pour la savonnerie. Simon-Léonard poursuivra une politique d’acquisition immobilière comprenant un immense jardin de 20 ares à l’intérieur du bloc qui va accueillir à la génération suivante les grandes installations de production. C’est le début du fief Pollet qui durera jusqu’en 1994.

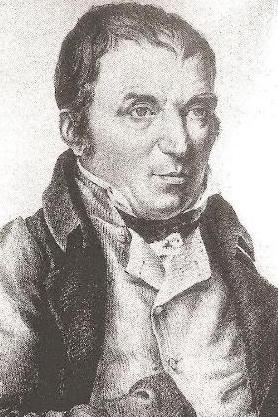
Simon Léonard (1763-1830).

Poursuivant la tradition familiale, Simon-Léonard aura une très grande implication dans la paroisse Saint-Brice comme entre autres appauvrisseur. Une plaque dans l’église conserve la mémoire de son action sociale.
La période de la Révolution française et de l’empire de Napoléon semble bénéfique pour l’ouverture des marchés sur la France où la qualité du savon mou de Pollet est supérieure à celle de ses concurrents français.

### XIXesiècle
L’année 1830 sera à la fois le décès de Simon-Léonard et celle de la révolution belge. Dans ce contexte de tensions sociale et politique, son fils Raphaël-Dominique va lui succéder. Bâtisseur dans l’âme, il va supprimer le grand jardin intérieur de 20 ares pour créer les fondations du complexe industriel. En 1835, en place de trois petites maisons voisines du siège familial, il érigera un hôtel de maître en style néo-classique, au 23 rue Saint-Brice, suivant ainsi le mouvement architectural du début du XIXe siècle.
Suivant les traces de son père, il reprendra l’implication familiale pour la paroisse Saint-Brice. Ses affaires sont très florissantes. Il est une personnalité appréciée au point que le ministre Barthélémy Du Mortier le sollicitera pour les élections nationales où il sera élu sénateur en 1851.
Dans la même période, vers 1850-1851, au 31 de la rue Saint-Brice, il initiera la construction d’un imposant hôtel de maître digne de sa situation politique et économique. Hélas, en 1857, il décèdera avant la fin du chantier, et c’est sa fille Marie-Robertine, avec son époux Edmond Cailliau, futur vice-consul de France, qui occupera cette immense demeure aux pièces impressionnantes. 
Les funérailles de Raphaël Dominique Pollet ont marqué l’histoire de Tournai qui a voulu rendre un hommage fastueux à ce grand bâtisseur, industriel et homme politique soucieux d’aider les plus démunis en étant proche d’eux, même dans les périodes d’épidémies de choléra.
Marie-Louise Pollet, sa veuve et sa cousine, reprendra la gestion des affaires aidée par leur fils Léonard âgé de seulement vingt ans mais qui mourra très jeune en 1882 laissant sa femme Henriette Spreux avec la gestion des affaires et celle d’une famille de onze enfants dont le fils aîné qui n’a que douze ans, il s’agit de Raphaël qui treize années plus tard reprendra la société.
Dans l’entre-temps, trois années après le décès de son mari, Henriette Spreux revend ses parts à son beau-frère Edmond Cailliau. Ce dernier sera confronté à l’obsolescence des produits et à l’arrivée des produits pétroliers qui remplaceront les huiles végétales pour l’éclairage. De plus l’industrialisation avec la mécanisation prend son envol accompagnée de revendications sociales. Les défis des investissements et de la modernisation seront relevés par Raphaël qui rachètera, avec l’aide de sa mère Henriette Spreux, toute l’usine, matériel et parc immobilier. 

### XXesiècle
A seulement 25 ans, Raphael Pollet, jeune ingénieur diplômé de l’Institut industriel du Nord (École centrale de Lille) en 1892,  va consacrer toute sa vie au développement des Entreprises Raphaël Pollet. Il va se révéler comme un capitaine d’entreprise doué et visionnaire. De 1895 à 1957, il connaîtra les nouvelles technologies du début du XXe siècle mais aussi deux guerres mondiales et des crises économiques mondiales. À chaque fois, avec intelligence et intuition, le véritable filling du top manager, il fera face aux événements.
Il sera le premier Tournaisien à avoir le téléphone. Dès 1905, il doublera la puissance des machines à vapeur devenant ainsi le premier producteur d’électricité à Tournai. La douzaine de chevaux de trait sera remplacée par les chevaux vapeur de son premier camion Saurer. Il mettra au point un système d’aspiration pneumatique pour vider les péniches amarrées au quai et transporter les matières premières au cœur même de l’usine.
Mais, il voit plus loin. C’est la reprise d’une ancienne glucoserie de Valenciennes qui produira de l’huile de lin dont les tourteaux serviront d’alimentation pour le bétail. Cette usine sera dirigée par son frère Joseph.
Toujours plus loin, c’est le Congo belge. En 1924, il va créer avec des amis et ses frères, la Sicomac pour développer des exploitations de caféiers et d’hévéa qui atteindront plus de 500 ha. Elle sera dirigée par son fils Léo et son épouse Irène qui y resteront jusqu’en 1954.
Mais avant de rêver au Congo, la Première Guerre mondiale freinera son expansion. Par manque de matière première, l’usine de Tournai sera à l’arrêt, et pour éviter le chômage, les ouvriers vont se convertir en maçons en érigeant un nouveau bâtiment de quatre étages. Ils conserveront ainsi du travail. Même dans les moments difficiles, la modernisation se poursuit.
Le 19 novembre 1938, l’usine fêtera ses 150 années d’existence, se basant sur la prestation de serment de Simon-Léonard en tant que maître de 1778, mais les récentes recherches d’archives ont mis au jour le serment de Léonard-Gilles de 1763, reculant ainsi de 25 ans le démarrage des activités de la Savonnerie Pollet.
L’euphorie de la fête, du succès de l’entreprise et d’un futur prometteur sera de courte durée. La Seconde Guerre mondiale se prépare et le 16 mai 1940 l’aviation allemande bombarde Tournai réduisant en cendre la moitié de la ville. L’église Saint-Brice sera totalement détruite et deux bombes incendiaires touchent le fief Pollet faisant partir en fumée l’atelier de déglycérination et un cinquième de l’usine.
À nouveau, sans perdre courage et refusant de travailler pour les occupants, il donnera du travail à ses ouvriers pour leur éviter le chômage ou le travail obligatoire en Allemagne. C’est ainsi qu’après avoir déblayé l’usine en ruine, Raphaël et ses ouvriers construiront de nouveaux bâtiments en vue des jours meilleurs misant sur la fin plus ou moins proche de l’inactivité forcée par l’occupation.
Raphaël fera partie du Comité de la reconstruction de Tournai présidé par le prince de Ligne. En tant que président de la Fabrique de l’église Saint-Brice, il soutiendra sa remise en état qui se terminera quelques jours avant son décès en 1957. Il est âgé de 87 ans. L’empreinte de ce grand homme dans le développement de l’entreprise et dans ses actions culturelles et sociales est encore bien visible. 
Ses fils Rapha et Michel reprennent la direction des affaires. L’usine de Valenciennes se diversifie dans le secteur des peintures et sera revendue en 1980 à la société américaine Pittsburg & Cie. Puis, Michel, brillant chimiste, réorientera l’activité de l’usine en abandonnant des productions moins rentables. Il signe aussi un accord de coopération avec l’entreprise américaine Masury Young auprès de laquelle il va acquérir un savoir-faire en produits d’entretien industriel ce qui va se relever déterminant pour la situation actuelle de l’entreprise. Il créera aussi une nouvelle gamme de produits dont le premier savon liquide commercialisé en Belgique : le Linpol.
Si la voie du marché des produits industriels est ouverte et tracée, la crise économique mondiale des années 1970 va frapper également la société Pollet. 
Michel Pollet va faire appel à Antoine D’Hondt qui a épousé sa fille Francine. Il est également issu d’une ancienne famille de savonniers d’Alost mais aussi impliqué dans le monde bancaire et celui des affaires, il va insuffler une nouvelle dynamique économique et préparer l’entreprise aux enjeux du XXIe siècle. Pour ce faire, sous la présidence de Francine Pollet, il va centraliser l’actionnariat et nommer Patrick van Houtryve comme directeur général. De nouvelles gammes de produits techniquement très avancés vont être mises au point et, avec une gestion optimale, un marketing adapté et le développement d’une clientèle mondiale, les résultats espérés sont atteints et dépassés.
Pour faire face à l’accroissement de la production, il devenait urgent de construire un outil de production moderne. Les installations de la rue Saint-Brice et l’exploitation d’une usine de savonnerie en plein cœur d’un quartier dans une ville médiévale ne répondaient plus aux exigences du développement et aux contraintes urbanistiques. C’est ainsi qu’en 1994 une usine moderne est construite à l’extérieur de la ville dans la zone d’activité économique de Tournai-Ouest. Le fief Pollet sera assaini et le parc immobilier revendu. La présence des Pollet au sein du quartier Saint-brice aura duré environ deux siècles.

### XXIesiècle
Le monde moderne avance. La Société Pollet est un des précurseurs des savons écologiques  et est devenue un acteur important dans le domaine de la biotechnologie à partir des enzymes pour les produits de nettoyage. En 2007, Christophe Maisonneuve succède à Patrick van Houtryve. Il est rejoint en 2012 par Jean-Nicolas D’Hondt, le fils d’Antoine et de Francine Pollet. Fort de sept ans années passées dans la grande distribution, il accepte de reprendre la direction de la société assurant ainsi la continuité familiale. Il représente la huitième génération à la tête de l’entreprise qui a commencé en 1763. C’est ainsi que l’entreprise entre dans le cercle très fermé des Henokiens où les entreprises doivent avoir plus de 200 ans d’ancienneté avec un capital toujours détenu par les membres de la même famille.
La société Pollet décroche de multiples certifications internationales et dépose son premier brevet en 2013.
Un peu comme son arrière-grand-père Raphaël Pollet, au début du XXe siècle, Jean-Nicolas D‘Hondt sera confronté aux nouveaux enjeux d’une entreprise à l’aube d’un nouveau siècle. L’histoire se répète, les générations se succèdent.